# 池田陵真
池田 陵真（いけだ りょうま、2003年8月24日 - ）は、大阪府和泉市出身のプロ野球選手（外野手）。右投右打。オリックス・バファローズ所属。

## 経歴

### プロ入り前
和泉市立国府小学校6年の時にオリックスジュニア入りを果たし、和泉市立和泉中学校時代は少年硬式野球（ボーイズリーグ）の忠岡ボーイズで捕手。中3夏のU15W杯に主将・4番・レフトとして出場した。
大阪桐蔭高校では主将として臨んだ3年春の選抜大会では1回戦で智辯学園高校に6-8で敗れた。3年夏の甲子園では1回戦で東海大学菅生高校に7-4で勝利するも、2回戦で近江高校に4-6で敗れた。
2021年10月11日に開催された2021年度ドラフト会議においてオリックス・バファローズから5位指名を受け、11月30日に契約金3500万円、年俸500万円で入団に合意した（金額は推定）。背番号は39。担当スカウトは谷口悦司。同ドラフトではチームメイトの松浦慶斗も北海道日本ハムファイターズから7位指名され入団した。

### オリックス時代
2022年は、5月1日に一軍初昇格し、同日の埼玉西武ライオンズ戦（京セラドーム）で「8番・右翼手」として先発出場しプロ初出場を果たすと、3打席目の8回に平良海馬から右前にプロ初ヒットを記録した。5月3日の福岡ソフトバンクホークス戦（PayPayドーム）でも先発出場し、4回一死三塁の場面で石川柊太から同点適時打を打ち、プロ初打点を記録した。一軍出場は6試合で打率.150、1打点となり、5月16日に登録抹消され、シーズン終了まで二軍出場を続け、103試合で打率.239、4本塁打、32打点という成績だった。
2023年は8月30日に一軍に昇格するとその日の福岡ソフトバンクホークス戦に先発出場し3安打猛打賞を記録するなど、12試合に出場し打率.206、4得点を記録した。更にはウエスタン・リーグにおいては90試合に出場し打率.301、出塁率.362の好成績を納め、規定打席に14不足ながらウエスタン・リーグ認定首位打者、認定最高出塁率に輝いた。

## 選手としての特徴・人物
高校通算25本塁打を記録した長打力を持つ。

## 詳細情報

### 年度別打撃成績
| 年 度     | 球 団      | 試 合 | 打 席 | 打 数 | 得 点 | 安 打 | 二 塁 打 | 三 塁 打 | 本 塁 打 | 塁 打 | 打 点 | 盗 塁 | 盗 塁 死 | 犠 打 | 犠 飛 | 四 球 | 敬 遠 | 死 球 | 三 振 | 併 殺 打 | 打 率 | 出 塁 率 | 長 打 率 | O P S |
| --------- | ---------- | ----- | ----- | ----- | ----- | ----- | -------- | -------- | -------- | ----- | ----- | ----- | -------- | ----- | ----- | ----- | ----- | ----- | ----- | -------- | ----- | -------- | -------- | ----- |
| 2022      | オリックス | 6     | 20    | 20    | 0     | 3     | 0        | 0        | 0        | 3     | 1     | 0     | 1        | 0     | 0     | 0     | 0     | 0     | 8     | 0        | .150  | .150     | .150     | .300  |
| 2023      | オリックス | 12    | 39    | 34    | 4     | 7     | 1        | 0        | 0        | 8     | 0     | 1     | 0        | 0     | 0     | 4     | 0     | 1     | 9     | 1        | .206  | .305     | .235     | .543  |
| 2024      | オリックス | 8     | 23    | 23    | 0     | 4     | 0        | 0        | 0        | 4     | 0     | 0     | 0        | 0     | 0     | 0     | 0     | 0     | 4     | 1        | .174  | .174     | .174     | .348  |
| 通算：3年 | 通算：3年  | 26    | 82    | 77    | 4     | 14    | 1        | 0        | 0        | 15    | 1     | 1     | 1        | 0     | 0     | 4     | 0     | 1     | 21    | 2        | .182  | .232     | .195     | .427  |

- 2024年度シーズン終了時

### 年度別守備成績
| 年 度 | 球 団      | 外野  | 外野  | 外野  | 外野  | 外野  | 外野     |
| 年 度 | 球 団      | 試 合 | 刺 殺 | 補 殺 | 失 策 | 併 殺 | 守 備 率 |
| ----- | ---------- | ----- | ----- | ----- | ----- | ----- | -------- |
| 2022  | オリックス | 6     | 7     | 1     | 0     | 0     | 1.000    |
| 2023  | オリックス | 12    | 9     | 1     | 1     | 0     | .909     |
| 2024  | オリックス | 7     | 12    | 0     | 0     | 0     | 1.000    |
| 通算  | 通算       | 25    | 28    | 2     | 1     | 0     | .968     |

- 2024年度シーズン終了時

### 記録
初記録
- 初出場・初先発出場：2022年5月1日、対埼玉西武ライオンズ9回戦（京セラドーム大阪）、9番・右翼手で先発出場
- 初打席：同上、3回裏にディートリック・エンスから空振り三振
- 初安打：同上、8回裏に平良海馬から右前安打
- 初打点：2022年5月3日、対福岡ソフトバンクホークス7回戦（福岡PayPayドーム）、4回表に石川柊太から右前適時打

### 背番号
- 39（2022年 - ）